# Roberto Colacicchi
Roberto Colacicchi (Acquasanta Terme, 19 ottobre 1931 – Bevagna, 12 dicembre 2024) è stato un geologo italiano, noto per i suoi contributi alla geologia dell'Appennino centrale e per il ruolo di promotore della ricerca geologica in Italia.

## Biografia
Nato ad Agelli, frazione di Acquasanta Terme, in provincia di Ascoli Piceno, nel 1931, Colacicchi rimase orfano di padre a soli due anni. Crebbe a Firenze presso lo zio, il pittore Giovanni Colacicchi. Frequentò il Liceo Michelangelo, conseguendo la maturità nel 1950. Si iscrisse inizialmente a Scienze Naturali e successivamente a Scienze Geologiche presso l'Università di Firenze, dove nel 1955 fu il primo laureato in tale disciplina, con una tesi sotto la guida di Giovanni Merla.
Nel 1956 iniziò la carriera accademica all'Università di Catania come assistente alla cattedra di Geologia, dove insegnò anche Geomorfologia. Nel 1967 vinse il concorso a cattedra e fu chiamato l’anno seguente all’Università degli Studi di Perugia come Professore Straordinario di Geologia. Qui fu tra i fondatori del Corso di Laurea in Scienze Geologiche (1972) e dell'Istituto di Geologia, formando una scuola geologica dedicata allo studio dell’Italia centrale.

## Attività scientifica
Colacicchi dedicò gran parte della sua attività allo studio delle sequenze giurassiche e del bacino Umbria-Marche. Una delle sue ricerche più note riguarda il rilievo strutturale del Sasso di Pale, struttura che ha registrato le perturbazioni ambientali tra il Giurassico inferiore e medio.

## Ruoli istituzionali
Fu presidente della Società Geologica Italiana nel biennio 1977–1978. Partecipò anche alle attività della Sezione di Storia delle Geoscienze della stessa società.

## Pubblicazioni selezionate
- R. Colacicchi (1960). Squalodon bariensis nel calcare bituminoso miocenico di Ragusa (Sicilia), Bollettino della Società Paleontologica Italiana.
- R. Colacicchi et al. (2022). The Jurassic structural high of Sasso di Pale (Umbria-Marche Basin, Italy): How a small Apennine structure recorded Early to Middle Jurassic global perturbations. In: From the Guajira Desert to the Apennines..., Geological Society of America.